# بارش زیستی
بارش زیستی (به انگلیسی: Bioprecipitation)، مفهومی از باکتری‌های باران‌زاست که در سال ۱۹۷۰ توسط دیوید سی سندز پیشنهاد شد. تشکیل یخ در ابرها برای بارش برف و بیشتر برای بارش باران لازم است. قبل از اینکه ابر بتواند باران یا برف ایجاد کند، باید قطره‌های باران یا ذرات یخ تشکیل شود. این امر به وجود ذرات معلق در هوا نیاز دارد، ذرات ریزی که به عنوان هسته برای تراکم عمل می‌کنند. بیشتر این ذرات منشأ معدنی دارند، اما میکروب‌های موجود در هوا شامل باکتری‌ها، قارچ‌ها یا جلبک‌های ریز می‌توانند همین کار را انجام دهند. ارگانیسم‌های زنده برخلاف ذرات معلق در هوا، می‌توانند تشکیل یخ را حتی در دماهای نزدیک به صفر درجه سلسیوس کاتالیز کنند. مطالعات بر روی برف‌های تازه نشان می‌دهد که بارش باران زیستی ممکن است بسیار متداول تر از آن باشد که تاکنون تصور می‌شد.

## تاریخچه
برای نخستین بار مطالعه ارتباط بین میکروب‌های درون ابر و بارش در اواخر سال‌های ۱۹۷۰ مورد توجه قرار گرفت، زمانی که دانشمند دانشگاه ایالتی مونتانا، دیوید سی سندز، که در تلاش برای پیدا کردن منبع یک آفت مرموز مؤثر بر محصول گندم بود، این فرضیه را مطرح کرد. او همچنین در نظریات خود، مفهوم بارش زیستی را مطرح کرد که در آن باکتری‌ها در ساخت و تشکیل باران نقش دارند. در آن زمان این نظریه چندان مورد تأیید قرار نگرفت.

## شواهد جدید
در یک تحقیق در سال ۲۰۰۸، سندز و کریستین فورمن در دانشگاه ایالتی مونتانا، برنت کریستنر از دانشگاه ایالتی لوئیزیانا و سیندی موریس، از مؤسسه ملی تحقیقات کشاورزی در آوینیون فرانسه، نتایج تحقیقی را در مورد بارش در مکان‌های مختلف از مونتانا تا روسیه منتشر کردند. آن‌ها طی این مطالعات دریافتند که برخلاف تصورات قبلی بسیاری از هسته‌های یخ در ابرها که مراحل اولیه در فرایند بارش محسوب می‌شوند، به دور میکروب‌ها شکل می‌گیرند و نه به دور گرد و غبار و دوده.
بر اساس این مطالعات باکتری‌ها ظاهراً از بارش برای تکثیر و گسترش خود استفاده می‌کنند. باکتری‌هایی که به خارج گیاهان چسبیده‌اند، توسط باد تا اتمسفر بالا می‌روند. هنگامی که میکروب‌ها به درون ابرها وارد می‌شوند، بلورهای یخی شکل در اطراف آن‌ها تشکیل شده و آب به بلورها اضافه شده و آن‌ها را بزرگتر می‌کند. در نهایت، کریستال فوق به باران تبدیل شده و به زمین می‌بارد، که در آن میکروب‌ها روی گیاهان بیشتری در سطح زمین فرود می‌آیند و سپس تکثیر و چندین برابر می‌شوند و این چرخه همچنان تکرار می‌شود.
تحقیقات اخیر نشان می‌دهد که باکتریها ممکن است در ابرها بعنوان بخشی از فرایند تکامل پراکندگی وجود داشته باشند.

## نقش در چرخه حیات باکتری‌ها
باکتریهای موجود در ابرها ممکن است برای استفاده از باران به عنوان ابزاری برای پراکندگی خود تکامل یافته باشند. به گفته برنت کریستنر، میکروبیولوژیست دانشگاه ایالتی لوئیزیانا، این باکتری‌ها در مکان‌هایی مانند قطب جنوب، منطقه یوکان کانادا و آلپ‌های فرانسه در برف، خاک و نهال یافت می‌شوند. پیشنهاد شده‌است که باکتری‌ها بخشی از بازخورد ثابت بین اکوسیستم‌های زمینی و ابرها هستند. آنها ممکن است به بارندگی متکی باشند تا در زیستگاه‌های جدید گسترش پیدا کند، دقیقاً به همان روشی که گیاهان به دانه‌های گرده‌های بادگیر متکی هستند. با این شواهد احتمالاً بارش زیستی یک عنصر کلیدی از چرخه حیات باکتریها است.